# 阮文勝 (1780年逝世)
胜藩王（占語名：Po Tisuntiraydapaghoh，？—1780年），晚期占婆王国潘陀浪第五王朝的一位君主，1765年至1780年在位。

## 生平
勝，又稱“藩王勝”、“勝藩王”，占名為“Po Tisuntiraydapaghoh”，占婆国王婆争（Po Saot）之孙、勘理Po Thuntiraidaputih之子。
乙酉年（1765），该簿（Kai Bait Mbin）Po Tisundimahrai去位，阮主任命勝治理顺城镇。同年五月，武王阮福濶去世。
戊子年（1768），勝成为顺城藩王。
癸巳年（1773）春，西山起义爆发。十一月，西山军占领了广义以南至平顺地区。
甲午年（1774）夏，嘉定阮军击败西山军，重新占领平顺地区。
丁酉年（1777）四月，西山军由海路击破嘉定，阮主召镇守平顺的朱文接、富安的陈文职救援。同年秋季，朱文接、陈文职先后为西山军所败，平顺遂为西山所占。
戊戌年（1778）五月，阮福映派遣黎文匀北伐，阮军重新夺回平顺地区。
庚子年（1780），勝去世，在位15年。有世子三人：昭光侯、昭誠侯、昭清侯。之后，阮福映任命阮文佐为顺城镇藩王。